# Liste der Kulturdenkmäler in Guckheim
In der Liste der Kulturdenkmäler in Guckheim sind alle Kulturdenkmäler der rheinland-pfälzischen Ortsgemeinde Guckheim aufgeführt. Grundlage ist die Denkmalliste des Landes Rheinland-Pfalz (Stand: 21. Dezember 2021).

## Einzeldenkmäler
| Bezeichnung                     | Lage                           | Baujahr                                 | Beschreibung | Bild                           |
| ------------------------------- | ------------------------------ | --------------------------------------- | --- | ------------------------------ |
| Wohnhaus                        | Elbbachstraße 18 Lage          | erste Hälfte des 18. Jahrhunderts       | Fachwerkhaus, teilweise massiv, erste Hälfte des 18. Jahrhunderts | Fotos hochladen                |
| Wohnhaus                        | Elbbachstraße 19 Lage          | 1729                                    | Fachwerkhaus, teilweise massiv, bezeichnet 1729, eingeschossiger Anbau mit Pultdach | Fotos hochladen                |
| Scheune                         | Elbbachstraße, bei Nr. 23 Lage | 17. oder eventuell noch 16. Jahrhundert | Fachwerkscheune, teilweise massiv, 17. oder eventuell noch 16. Jahrhundert | Fotos hochladen                |
| Katholische Kirche St. Johannes | Kirchstraße 2 Lage             | 1961–63                                 | Basalt-Bruchsteinbau mit abgeschrägtem Dach, im Süden durch ein horizontales Fensterband, im Osten durch große Betonglaswände belichtet, 1961–63, Architekt Hans Busch, Frankfurt am Main | weitere Bilder Fotos hochladen |